# Ambutrix
Ambutrix è un comune francese situato nel dipartimento dell'Ain della regione Alvernia-Rodano-Alpi.

## Società

### Evoluzione demografica
Abitanti censiti